# Ciudad transcontinental

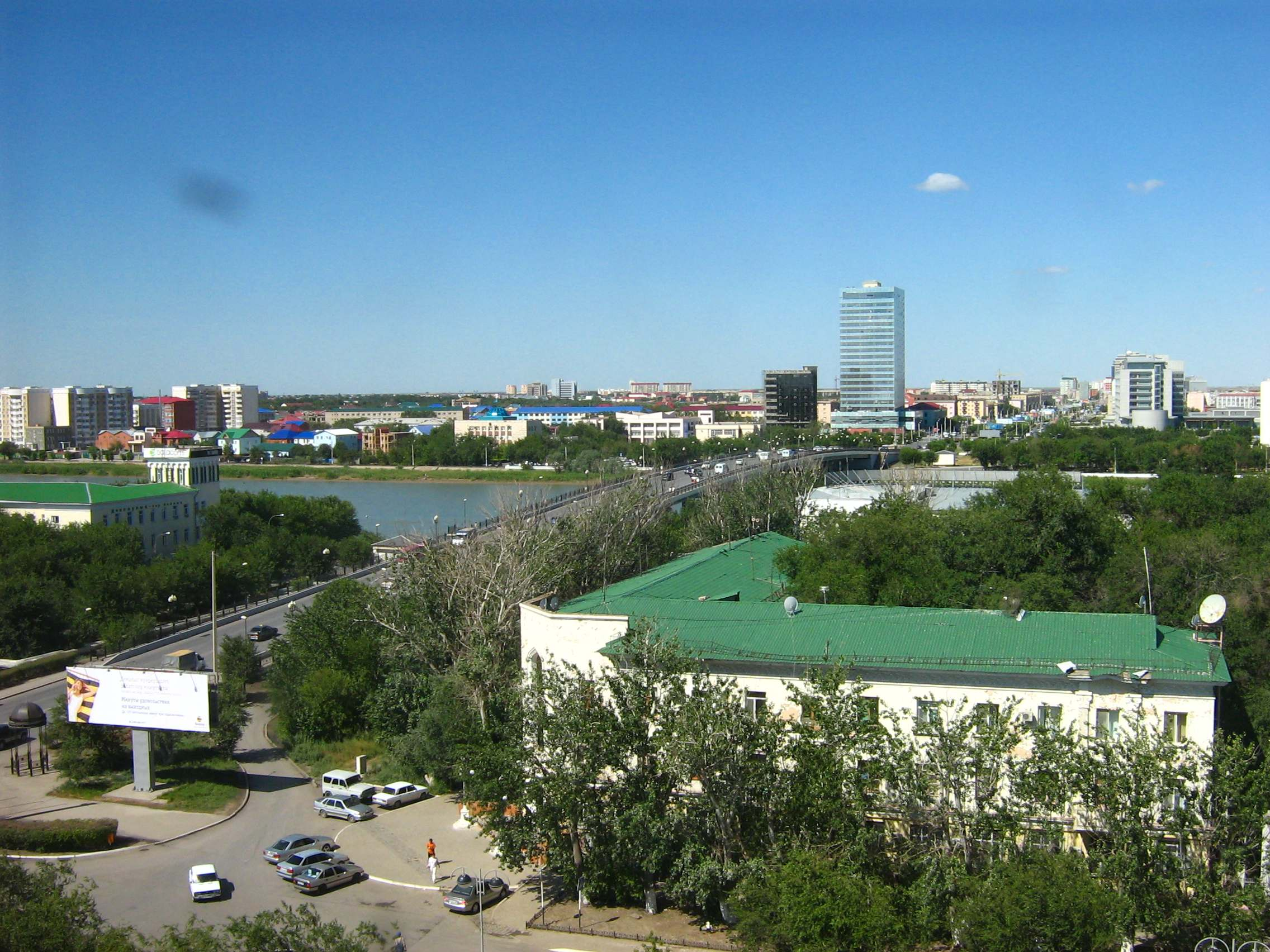
Atyrau, puente sobre el río Ural.

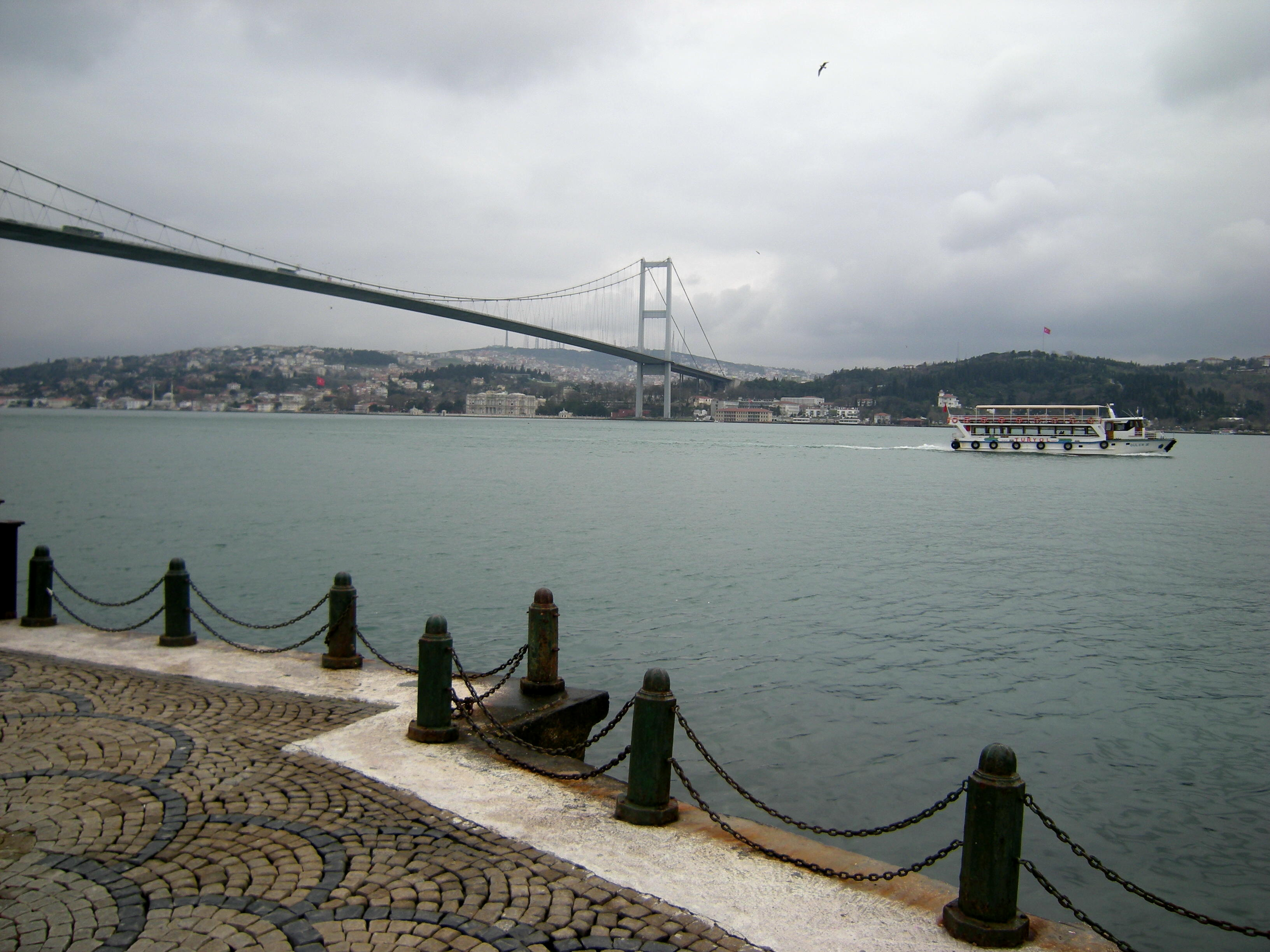
Estambul, puente del Bósforo.

Una ciudad transcontinental es una ciudad que ocupa porciones de más de un continente. Una ciudad puede ser transcontinental tanto si atraviesta una frontera transcontinental en tierra, o si tiene islas asociadas a un continente distinto al cual se encuentra la ciudad. Las siguientes son ejemplos de ciudades transcontinentales ordenadas alfabéticamente:
- Atyrau, una ciudad en el óblast de Kazajistán Occidental, dividida por la desembocadura del río Ural. La mayor parte de la ciudad yace sobre Asia, pero una pequeña porción se extiende sobre Europa.[1]
- Estambul, la mayor ciudad de Turquía y el ejemplo más conocido. El Bósforo separa las porciones europea y asiática. Se encuentra en la provincia de Estambul, con el 65 % de sus residentes en sus 19 distritos de Europa y el 35 % restantes en los 12 distritos de la porción perteneciente a Asia.
- Oremburgo, una ciudad rusa en las orillas del río Ural. La mayor parte de ella se considera europea, pero, hacia el sur, la ciudad cruza el río y se introduce en Asia.
- Suez, una ciudad egipcia en el canal de Suez, sita en la gobernación de Suez. Casi toda la ciudad se encuentra sobre África, pero una pequeña porción se extiende hacia el este sobre Asia.

Ciudades que, aun no siendo transcontinentales, yacen en los aledaños de fronteras intercontinentales y son centros neurálgicos de sus áreas metropolitanas:
- Çanakkale, una ciudad asiática de Turquía, con el estrecho de los Dardanelos separándola de sus barrios europeos. Forma parte de la megalópolis de Estambul-Bursa-Çanakkale, que incluye toda la zona metropolitana de la Turquía noroccidental.
- Ismaïlia, una ciudad africana de Egipto, dividida por el canal de Suez, que la separa de sus barrios en Asia.
- Oral, una ciudad europea en Kazajistán que, dividida por el río Ural, se encuentra a distancia con respecto a sus localidades de influencia en Asia.
- Puerto Saíd, ciudad egipcia dividida por el canal de Suez de sus suburbios en Asia.

## Ciudades con islas dependientes

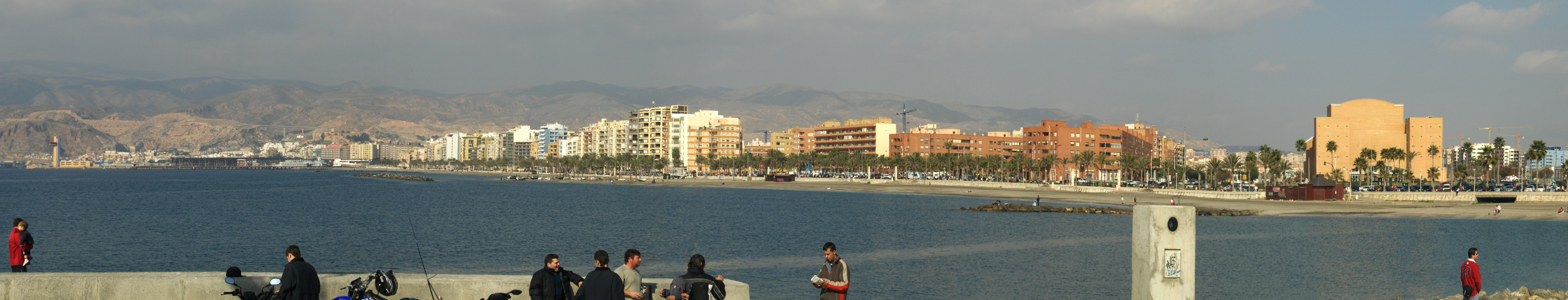
Almería

- Almería, una ciudad en la costa mediterránea española. Mientras que la mayor parte del municipio se encuentra en el continente europeo, le pertenece la isla de Alborán, que se encuentra más cercana a África que a la península ibérica.
- Ciudad del Cabo, la capital legislativa de Sudáfrica. Incluye las islas del Príncipe Eduardo, y se considera ciudad transcontinental, ya que dicho archipiélago es tomado como parte de la Antártida. El 25,8 % del territorio de la ciudad consiste en estas islas.
- Tokio, la capital y principal ciudad del Japón. Las islas japonesas del Pacífico hacia el sur y el sureste, incluyendo Minami Torishima, son parte de esta. Se dice que es una ciudad transcontinental, ya que estas islas forman parte de Oceanía.

Ciudad del Cabo podría ser técnicamente considerada ciudad transcontinental solo si la inclusión de islas distantes deshabitadas se acepta como suficiente. Por lo tanto, serían transcontinentales geográficamente, pero no demográficamente.

## Perspectiva geológica
Geológicamente hablando y atendiendo a la tectónica de placas, Almería (España) es la única ciudad transcontinental del mundo, dada la inclusión en su término municipal de una isla africana a 90 kilómetros del núcleo urbano (perteneciente al Distrito 2 de la ciudad -Pescadería-), con una base militar y habitada de forma permanente.
Los otros ejemplos corresponden a ciudades contiguas, ubicadas en diferentes continentes pero no en placas distintas, o son nodos de sus áreas metropolitanas correspondientes. Su consideración como ciudades transcontinentales solo atiende a convencionalismos geográficos y otros factores de carácter subjetivo que definen el concepto geográfico de continente. Por ejemplo, Europa y Asia son 2 continentes pero la mayoría de Europa y la mayoría de Asia están sobre una sola Placa Tectónica; lo que se considera el continente asiático está sobre 10 placas (Euroasiática, Egeo, Anatolia, Arábiga, India, Amuria, Norteamericana, Yangtsé, Okinawa y Ojostk); la isla de Sicilia está en África porque está sobre la placa africana; o la separación de las placas africana y euroasiática no está situada bajo el canal de Suez, división artificial a fin de cuentas, sino más al este.